# Amerikaner
Amerikaner syftar vanligtvis – på svenska – på personer som är medborgare i USA, i andra hand på personer som bor på kontinenten Nordamerika eller världsdelen Amerika som helhet. För mer precision angående personer från Nord- eller Sydamerika, används begreppen nordamerikaner och sydamerikaner. Syftningen skiftar i andra språk och sammanhang. I till exempel Spanien, Italien och Portugal är ordningen den omvända: I första hand syftar "americano" på en invånare i Syd- eller Nordamerika. För fransmännen är det kontexten som avgör. Nordamerikaner med engelska som modersmål kallas angloamerikaner och deras land kallas Angloamerika.